# GoPro
GoPro（ゴープロ）は、アメリカ合衆国カリフォルニア州サンマテオに所在する企業GoPro, Inc.（旧称：Woodman Labs）および同社が所有する探検での撮影向けのヘルメットカメラといったウェアラブルカメラ・カムコーダのブランド。プロからアマチュアに至るまで幅広く使われ、放送局各社でもGoProは番組撮影に多く使われている。

## 歴史

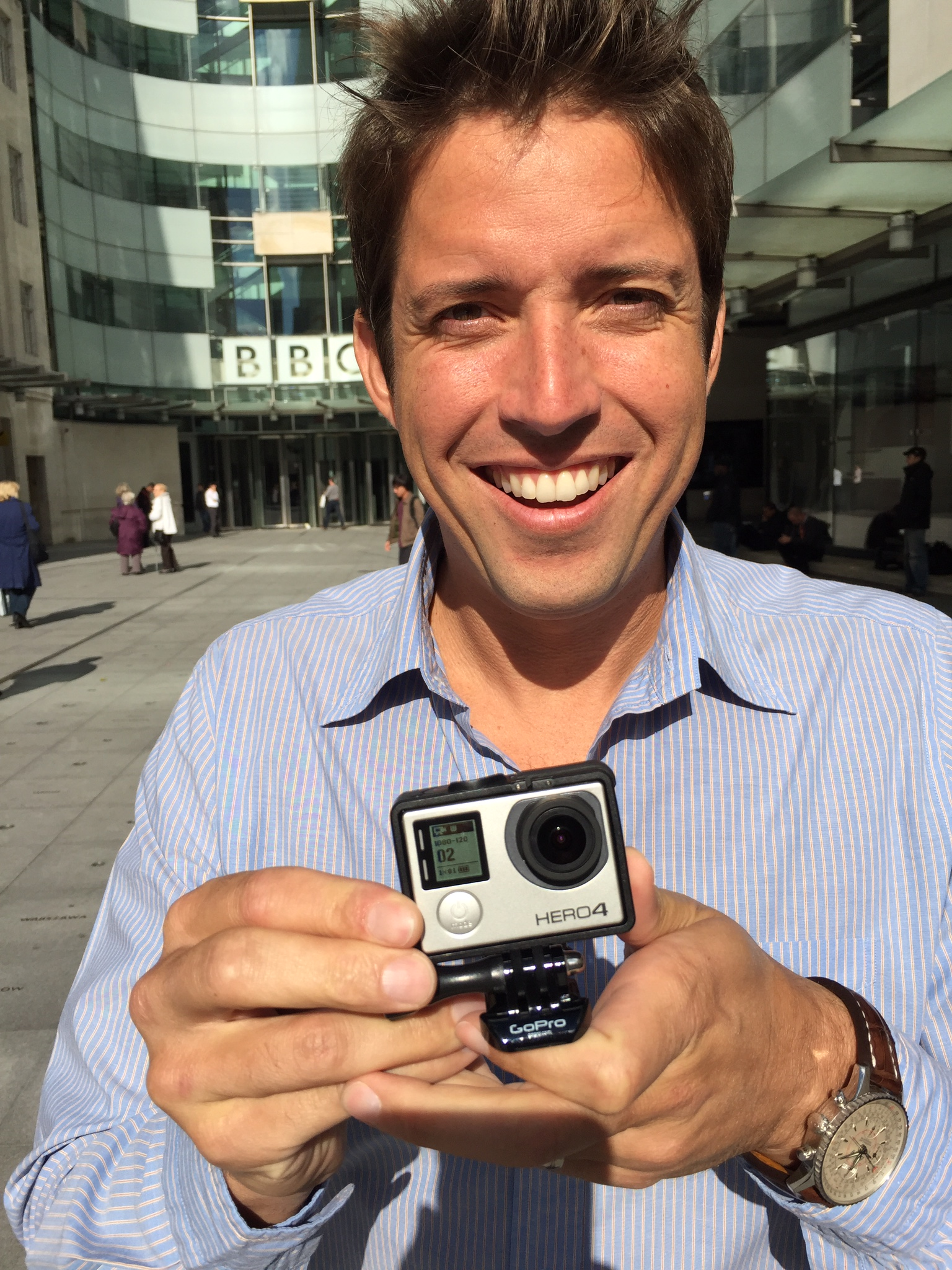
創業者のニック・ウッドマン

創業者はニック・ウッドマンで設立のきっかけとなったのは2002年、サーフィン旅行でオーストラリアに行った時のこと、自身のサーフィンを撮影を試みたが、撮影者が十分に近づけなかった。また、廉価で品質の良い機材の入手が困難で、望みの撮影ができなかったことによるという。GoProという名はプロのアングルで撮影できるカメラを実現するために名付けられた。
ウッドマンは会社設立のために所有するVWバンの外側に付けていたビーズとシェルベルトを売ることで資金を集めた。各ベルトは20ドル以下で売れた。ベルトを製作する際に、カメラを取り付けるためのファッショナブルなストラップを提供するアイデアを持っていた。この時のほとんどのストラップは手首に巻くゴム製だったが扱いにくく痛くて壊れやすかった。
2004年に初のカメラとして35mmフィルムバージョンを発売した。
35mmからデジタルに発展する過程で当初は3メガピクセルデジタルカメラで10秒撮影だったが現在は広角170度の修正レンズを使って1080pの高解像度で放送レベルのビデオが撮影できるようになった。2つのカメラを組み合わせて3Dビデオを製作することも出来る。
用途は新たなアダプタの誕生によりサーフィンだけでなくモータースポーツ、スキー、サイクリングなど多岐にわたる。
スチームボートベンチャーズ（ウォルト・ディズニー・カンパニー傘下）、リバーウッドキャピタル、セージビューキャピタル、ウォルデンインターナショナル、U.S.ベンチャーパートナーズといったいくつかのベンチャーキャピタル企業が出資している。
2011年3月30日、CineFormを買収し、CineForm 444コーデックを獲得した。このコーデック（映画「スラムドッグ・ミリオネア」で使用された）のプレスリリースによると「HDや3Dの編集をより早く画質を損なうことなくより便利にする」としており、買収後まもなく3D HERO® Systemのロールアウトで使用された。
縮小傾向のビデオカメラ市場で、2011年に114万台、2013年に384万台と成長を続け、2014年にNASDAQに上場した。
2016年にはKarmaというドローンの発売も発表しており、ドローン市場への本格参入をしていく。
しかし、価格の安い後発品などにシェアを奪われるなどしたために上場後の業績は低迷し、2018年には200人の従業員解雇を発表。上場当初93.70ドルだった株価は、2018年1月には5.50ドル前後にまで下落した。
製品の生産は中華人民共和国で行っていたが、2018年、米中貿易戦争が激化。高額の関税が課せられるようになったため、アメリカ市場向け製品は他国での生産に切り替えることを発表した。
日本国内の総代理店はタジマモーターコーポレーション。

## HD HEROカメラ

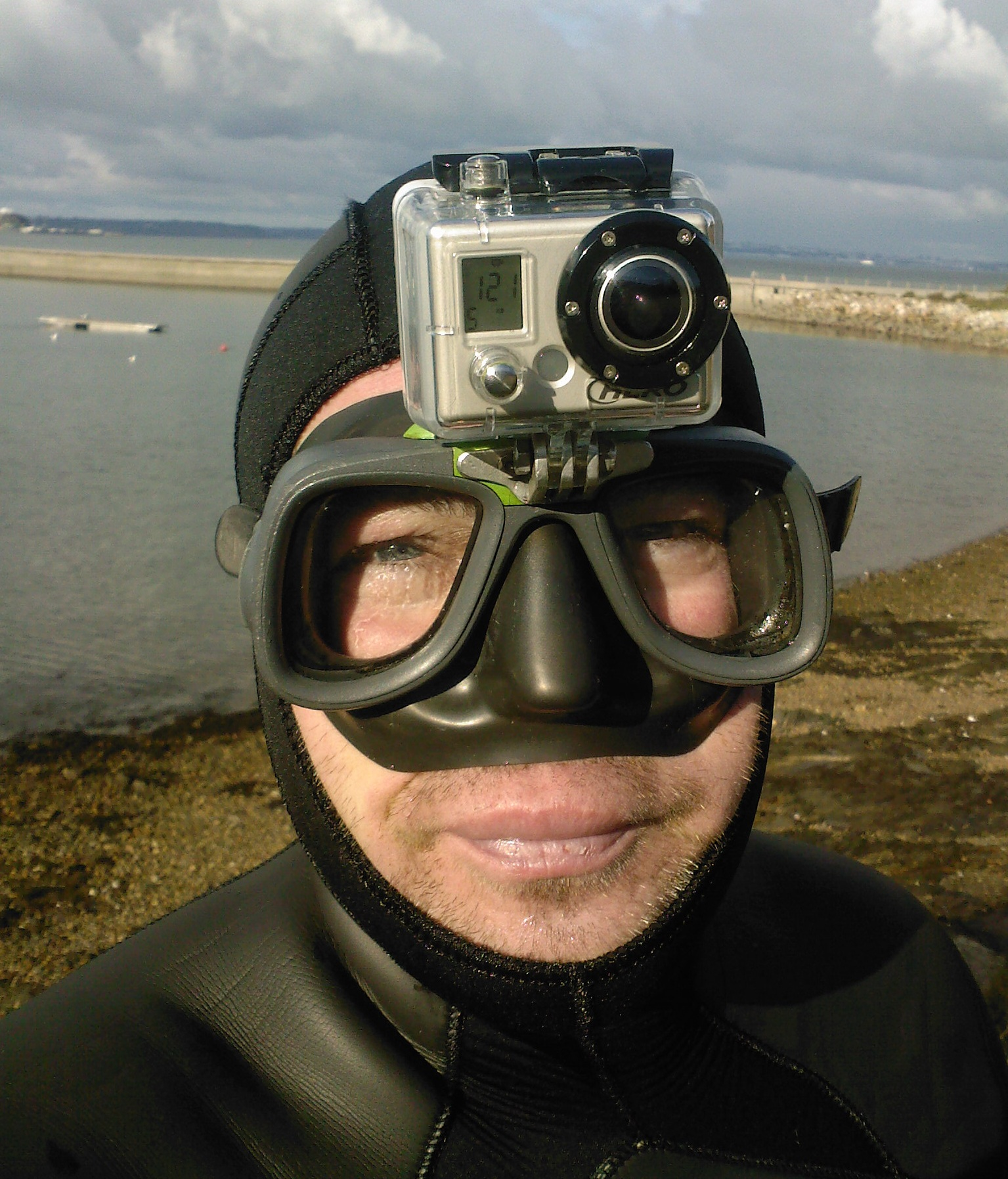
スピアフィッシングマスクに装着したGoPro HD

現在この企業は3種類の基本的なカメラのみを販売しており、通常の形式においてビューファインダーやズームレンズは備えていない。メニューはカメラ前面に2ビットLCDディスプレイがあり、前面のボタンと上部のシャッターボタンを組み合わせて押すことで循環させる。寸法はHERO2では1.6” x 2.4” x 1.2” （42mm x 60mm x 30mm）となっている。静止画撮影での画素数は5から12メガピクセルである。衝撃に耐えられ、180 ft/60mまでの防水性も備わったクリアポリカーボネートHDハウジング（レンズ付き）が付属しており、下部にてGoProのマウント全てに接続するための特別なスクリューを使うことができる、上部とスレッドにあるクイックリリースバックルで構成され、カメラ操作での接続に同期する金属製ボタンが付いていて、
防水や耐衝撃の必要がない状況で背面での操作やマイクロフォンを使うための透明バックドアのあるハウジングもある（しかしマウントの正しい使用が望まれる）。
通常のカメラ機能に加えて、アップサイドダウンモードという上下逆さまの視界で写真や動画を撮影するモードや、2、5、10、30、60秒間隔のインターバル撮影で連続した無人撮影ができ、3つのフォトバーストやセルフタイマーも搭載されている。カメラスペックシートでは独自の1050mAhリチウムイオンバッテリ（HERO3）、f/2.8絞り、ビデオモードで光感度>1.4 V/ルクス-秒となっている。
小型で広角撮影でズーム、手ぶれ補正、液晶モニタなしを基本とし日本のメーカに見られるような高機能を標榜しないが、あらゆるスポーツでアスリート自身が撮影した動画が動画共有サイトで共有され、映像の迫力や撮影方法に興味を持つ人を巻き込みながら「使うことで得られる体験を売る」商法をとる。

## カメラのラインナップ

### HERO12

#### HERO12: Black
2023年9月発売の現行モデル。HyperSmooth 6.0に改良。5.3K60fpsの動画撮影。2758万画素(5599x4927)の写真撮影。ワイヤレス・オーディオに新対応。HERO11ではすぐに熱暴走し録画が停止していたが、発熱の改善などで、HERO11に比べて熱暴走するまでの時間がおよそ倍になる。バッテリー駆動時間も1割ほど伸びる。

### HERO11

#### HERO11: Black
2022年9月発売。HyperSmooth 5.0に改良。5.3K60fps + 4K120fpsの動画撮影。2713万画素の写真撮影。

#### HERO11: Black mini
2022年9月発売。モニターのないHERO11Black。

### HERO10

#### HERO10: Black
2021年9月発売。HyperSmooth 4.0に改良。5.3K60fpsの動画撮影。2300万画素の写真撮影。

### HERO9

#### HERO9: Black
2020年9月発売。HyperSmooth 3.0に改良。5K30fpsの動画撮影。2000万画素の写真撮影。フロントにセルフィー用の1.4インチカラースクリーンが付いた。

### HERO8

#### HERO8: Black
2019年10月発売。HERO7で追加されたHypersmoothアップデートされ、「HyperSmooth 2.0」と名称がつけられた。同様にTimeWarpも改良が加えられている。
HERO8ではモジュラーを追加する事により、機能を拡張することが出来る。
ライブストリーミングもHERO7の720pから1080pでの配信に対応した。

### HERO7

#### HERO7: Black
2018年9月発売。HERO7シリーズのフラッグシップモデル。「HyperSmooth」と呼ばれる強力な手ぶれ補正が導入され、これを活用したタイムラプス機能「TimeWarp」が追加された。
またスマートフォン経由でSNSへのライブストリーミング(最大720p)が可能になった。
2019年2月、限定色である「Dusk White」でリリースされた、仕様は上記と同様。

#### HERO7: Silver
HERO7シリーズのミドルレンジモデル。BlackからHypersmoothやライブストリーミングなどの新機能が省かれ、4Kでの撮影が30フレームにダウングレードされている。
歴代GoProシリーズにあったフロントディスプレイも省かれている。
またバッテリーも内蔵となっており、取り外して交換などは原則不可。

#### HERO7: White
HERO7シリーズのエントリーモデル。Sliverと同様に新機能が省かれた廉価モデル。
最大1440p/60フレームの撮影が可能で、4K撮影は不可。

### HERO6

#### HERO6: Black
2017年9月発売。HERO5シリーズと同様に10mまでの防水に対応し、4Kで60フレーム、フルHDで最大240フレームのビデオ撮影が可能になった。
GoProのSoCであるGP1チップを搭載した初のGoPro。

### HERO5

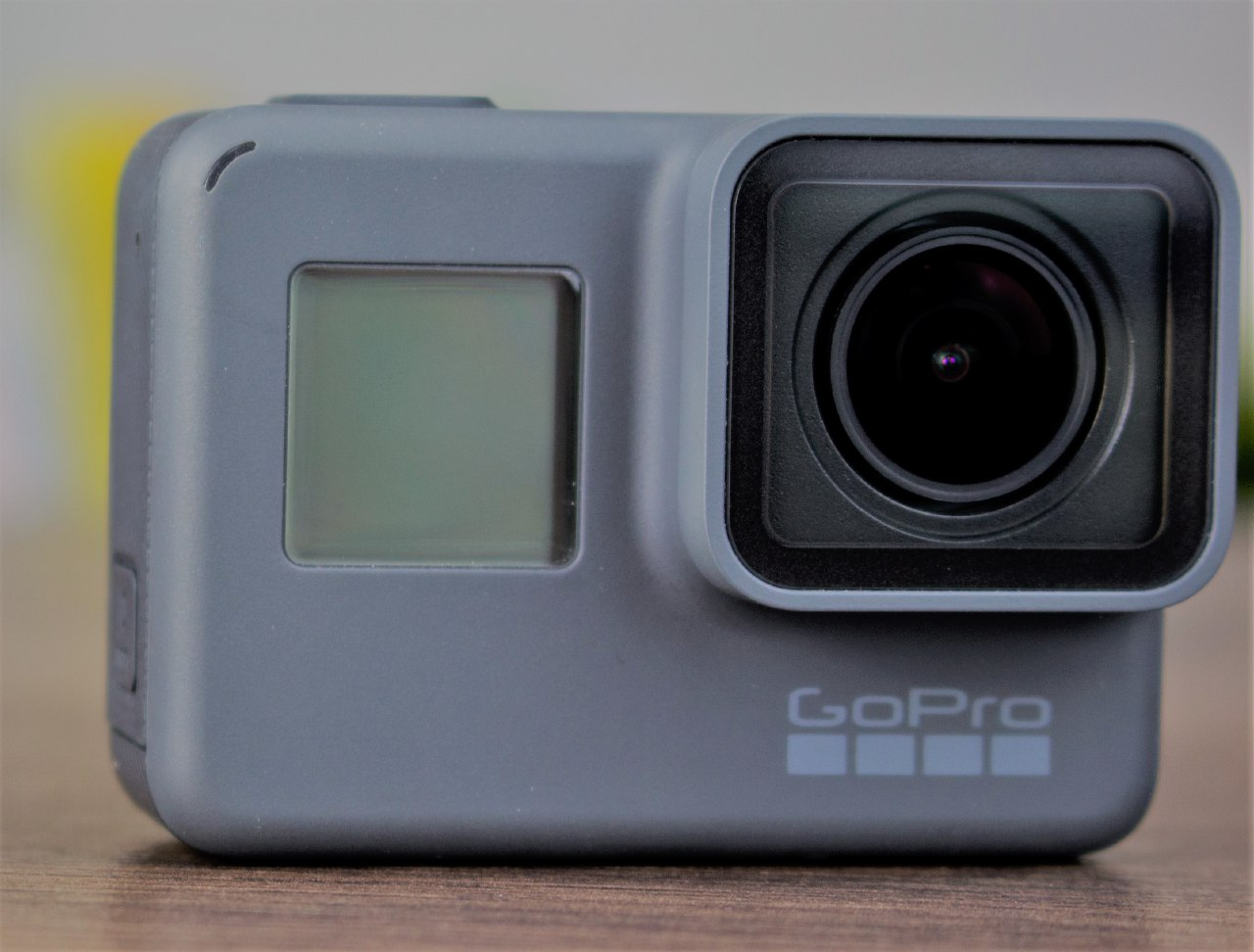
GoPro Hero5 Black

#### HERO5: Black
2016年9月発売、HERO5シリーズのフラッグシップモデル。10mまでの防水に対応し4Kでは30フレーム、フルHDでは最大120フレームのビデオ撮影に対応した。
クラウドへの自動アップロードや音声コントロールなども搭載された。

#### HERO5: Session
HERO4 Sessionの後継モデル。HERO5 Blackと同様に4K/30フレームでの撮影に対応し、静止画解像度が800万画素から1,000万画素へアップグレードされた。

### HERO4

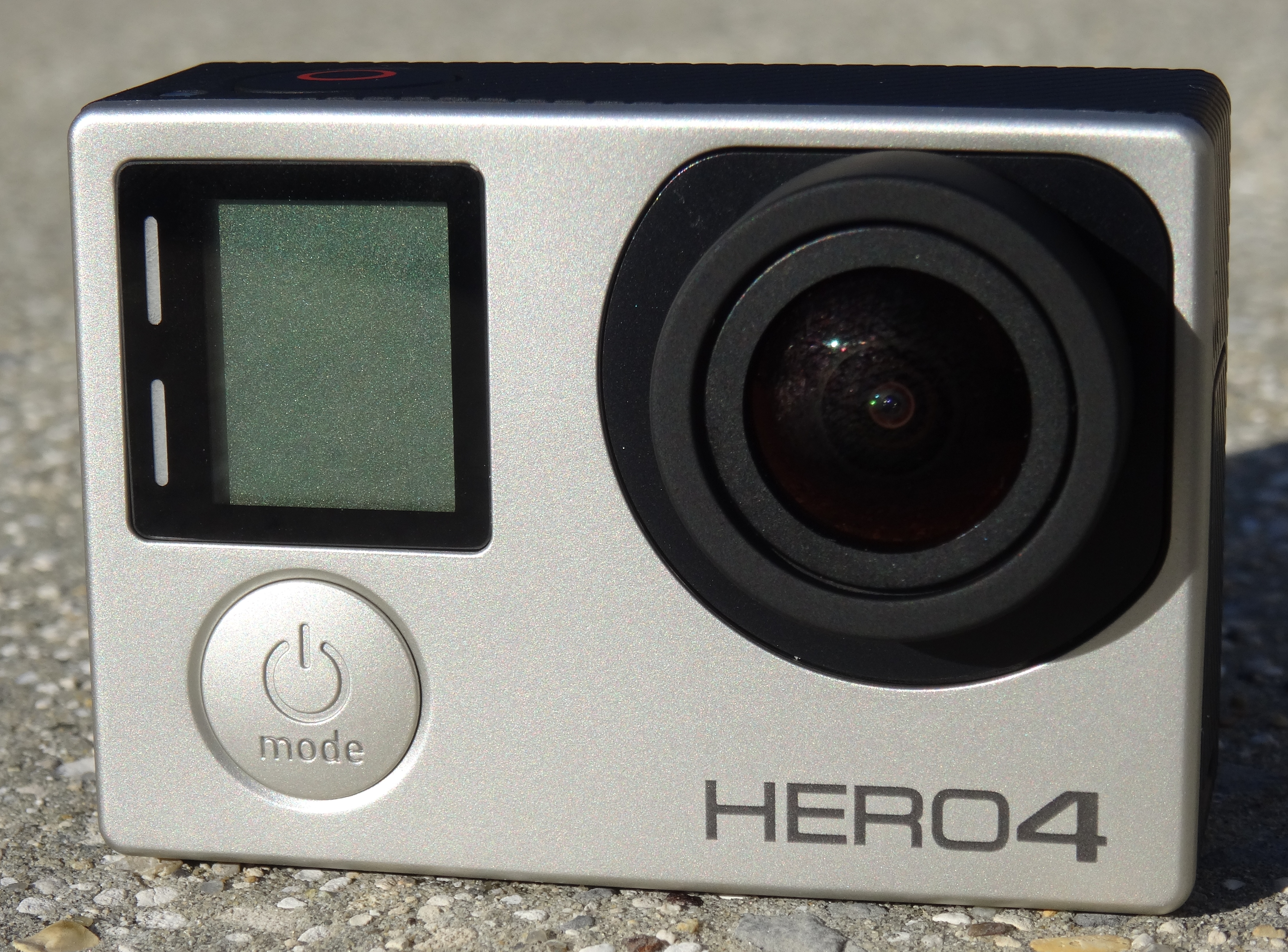
GoPro Hero 4 Silver Edition.

#### HERO4：Black
HERO4における最上位モデル。最大画素数1200万画素。
4Kで毎秒30フレームの撮影が可能になり、ナイトフォト・ナイトラプスの機能が追加された。

#### HERO4：Silver
タッチパネルを搭載した初のモデル。最大画素数1200万画素。
4Kで毎秒15フレームでの撮影が可能となり、Black同様にナイトフォト・ナイトラプス機能が追加された。

#### HERO4：Session
史上、最少最軽量のモデル。キューブ型の本体でハウジング無しで10m防水を実現している。BlackやSilverに比べると最大画素数は800万画素となる。
4Kには非対応でフルHDで毎秒60フレームでの撮影が可能。

### HERO3
2012年11月発売。商品名「HERO 3」はWoodman Labsがかつて販売していた第三世代カメラのモデル「Digital HERO 3」から名称を再利用したものである。
- White、Silver、Blackの3モデルがあり、全モデルでWi-Fi接続やmicroSDカードの使用が可能で前モデルのHERO2と比べて音質が改善されたが、HERO2にあったマイク入力が廃止されたためUSBアダプタを使用する必要がある。Blackでは光感受性を2倍にするべきという製造メーカーの主張で新たなタイプのセンサーが搭載された。毎秒240フレームまで撮影できるようになったが解像度は848x480ピクセルに制限される。

#### HERO3：Black

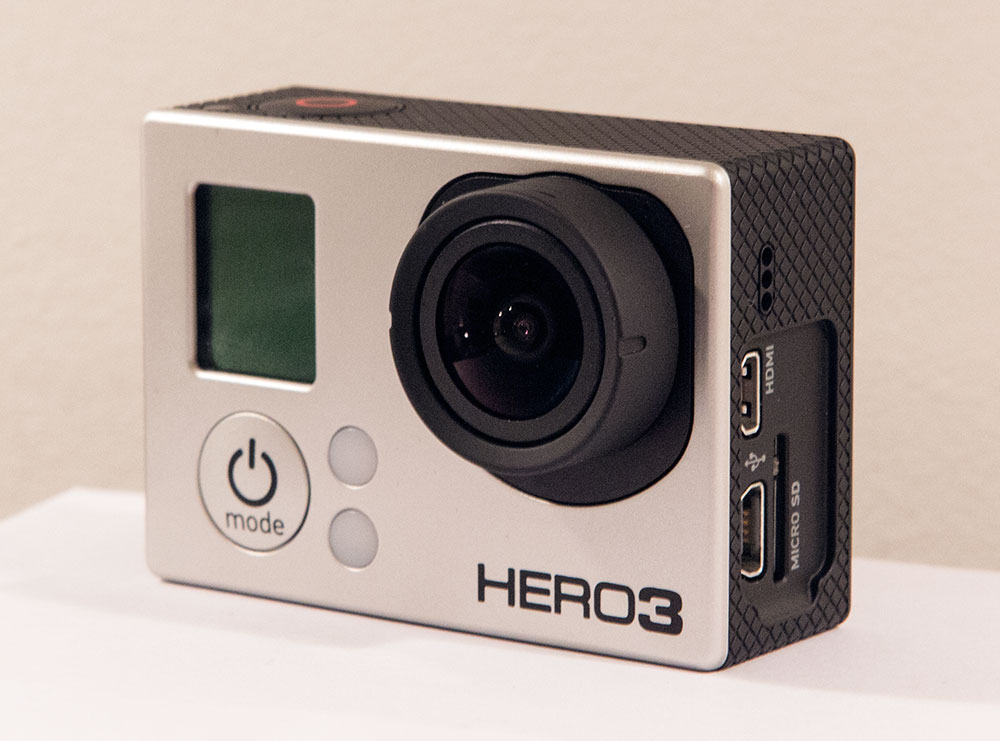
GoPro Hero 3 Black

最大4096×2160(4K)でのデジタルビデオ撮影が可能であるが、毎秒12フレームに抑えられてしまう。3840 x 2160での撮影では毎秒15フレームまで。

##### HERO3 Blackの平均ビットレート
ホワイトバランスではRAWフォーマットを使用すると平均ビットレートに影響を与えない。
| リージョン | 解像度   | フレームサイズ | FPS  | プロチューン | アスペクト比 | 平均ビットレート |
| ---------- | -------- | -------------- | ---- | ------------ | ------------ | ---------------- |
| 両方       | 4K Cin   | 4096 x 2160    | 12   | On           | 17:9         | 46 Mbit/s        |
| PAL        | 4K       | 3840 x 2160    | 12,5 | On           | 16:9         | 45 Mbit/s        |
| NTSC       | 4K       | 3840 x 2160    | 15   | On           | 16:9         | 46 Mbit/s        |
| 両方       | 2,7K Cin | 2704 x 1440    | 24   | On           | 17:9         | 46 Mbit/s        |
| PAL        | 2,7K     | 2704 x 1524    | 25   | On           | 16:9         | 48 Mbit/s        |
| NTSC       | 2,7K     | 2704 x 1524    | 30   | On           | 16:9         | 46 Mbit/s        |
| 両方       | 1440p    | 1920 x 1440    | 24   | On           | 4:3          | 36 Mbit/s        |
| PAL        | 1440p    | 1920 x 1440    | 25   | On           | 4:3          | 36 Mbit/s        |
| NTSC       | 1440p    | 1920 x 1440    | 30   | On           | 4:3          | 36 Mbit/s        |
| 両方       | 1440p    | 1920 x 1440    | 48   | On           | 4:3          | 46 Mbit/s        |
| 両方       | 1080p    | 1920 x 1080    | 24   | On           | 16:9         | 36 Mbit/s        |
| PAL        | 1080p    | 1920 x 1080    | 25   | On           | 16:9         | 36 Mbit/s        |
| NTSC       | 1080p    | 1920 x 1080    | 30   | On           | 16:9         | 36 Mbit/s        |
| 両方       | 1080p    | 1920 x 1080    | 48   | On           | 16:9         | 46 Mbit/s        |
| PAL        | 1080p    | 1920 x 1080    | 50   | On           | 16:9         | 46 Mbit/s        |
| NTSC       | 1080p    | 1920 x 1080    | 60   | On           | 16:9         | 46 Mbit/s        |
| 両方       | 960p     | 1280 x 960     | 100  | On           | 4:3          | 46 Mbit/s        |
| PAL        | 720p     | 1280 x 720     | 50   | On           | 16:9         | 36 Mbit/s        |
| NTSC       | 720p     | 1280 x 720     | 60   | On           | 16:9         | 36 Mbit/s        |
| PAL        | 720p     | 1280 x 720     | 100  | On           | 16:9         | 46 Mbit/s        |
| NTSC       | 720p     | 1280 x 720     | 120  | On           | 16:9         | 46 Mbit/s        |
| 両方       | 2,7K Cin | 2704 x 1440    | 24   | Off          | 17:9         | 46 Mbit/s        |
| PAL        | 2,7K     | 2704 x 1524    | 25   | Off          | 16:9         | 45 Mbit/s        |
| NTSC       | 2,7K     | 2704 x 1524    | 30   | Off          | 16:9         | 46 Mbit/s        |
| 両方       | 1440p    | 1920 x 1440    | 24   | Off          | 4:3          | 31 Mbit/s        |
| PAL        | 1440p    | 1920 x 1440    | 25   | Off          | 4:3          | 31 Mbit/s        |
| NTSC       | 1440p    | 1920 x 1440    | 30   | Off          | 4:3          | 31 Mbit/s        |
| 両方       | 1440p    | 1920 x 1440    | 48   | Off          | 4:3          | 31 Mbit/s        |
| 両方       | 1080p    | 1920 x 1080    | 24   | Off          | 16:9         | 31 Mbit/s        |
| PAL        | 1080p    | 1920 x 1080    | 25   | Off          | 16:9         | 20 Mbit/s        |
| NTSC       | 1080p    | 1920 x 1080    | 30   | Off          | 16:9         | 20 Mbit/s        |
| 両方       | 1080p    | 1920 x 1080    | 48   | Off          | 16:9         | 31 Mbit/s        |
| PAL        | 1080p    | 1920 x 1080    | 50   | Off          | 16:9         | 31 Mbit/s        |
| NTSC       | 1080p    | 1920 x 1080    | 60   | Off          | 16:9         | 31 Mbit/s        |
| 両方       | 960p     | 1280 x 960     | 48   | Off          | 4:3          | 31 Mbit/s        |
| 両方       | 960p     | 1280 x 960     | 100  | Off          | 4:3          | 31 Mbit/s        |
| PAL        | 720p     | 1280 x 720     | 50   | Off          | 16:9         | 20 Mbit/s        |
| NTSC       | 720p     | 1280 x 720     | 60   | Off          | 16:9         | 20 Mbit/s        |
| PAL        | 720p     | 1280 x 720     | 100  | Off          | 16:9         | 31 Mbit/s        |
| NTSC       | 720p     | 1280 x 720     | 120  | Off          | 16:9         | 31 Mbit/s        |
| 両方       | WVGA     | 848 x 480      | 240  | Off          | 16:9         | 31 Mbit/s        |

#### HERO3：Silver
Silverは前モデルのHD HERO2と機能も使用センサーも同一だが、より小型化で軽量化されている。

#### HERO3：White
WhiteはWoodman Labsによる新たなエントリーモデルであり、静止画撮影はSilverやBlackと比べて解像度が5MPと低く抑えられている。またバーストモードでの静止画撮影は毎秒3枚に減らされている（一方Blackでは毎秒30枚撮影可能）。センサーは初代HERO HDと同じのが使われている。

### HD HERO2プロフェッショナルカメラ
2011年10月24日発売。宣伝文句は「Twice as powerful in every way（どんな方法でも2倍パワフル）」。1100万画素に増加され、低照度性能の改善、毎秒120フレームでの撮影が可能になった（WVGAのみ）。アウトドアエディション、モータースポーツエディション、サーフィンエディションとカメラマウントや付属品が異なる3種類のアクセサリパッケージも発売された。

### HD HERO
HD HERO Nakedにおいて最大1080pビデオ（500万画素）での撮影では3D HEROシステム（2台のNakedカメラを接続して3次元映像を製作）、Battery BacPac™ (カメラとは別の充電可能電池で充電するためにカメラに引っ掛けることも可能）、LCD BacPac™（カメラのメニューを操作したり、ビデオを再生したりプレビューするためのクリップオンLCD）といった追加で購入できる電子アクセサリーに対応している。
Nakedカメラはマウントの種類別(HD Helmet HERO, HD Motorsports HERO, HD Surf HERO)に差別化され、他のバンドルの基本を形成している。2010年1月25日に発売された。

### HD HERO 960
最大960pビデオ撮影が可能だが、全てのGoProのマウントに対応するカメラで使用されるGoProの電子アクセサリーを装着することはできない。

### Digital HERO 5
2008年12月5日発売。500万画素の静止画撮影センサー搭載で、標準解像度（640×480）でのビデオ撮影に対応。2つのAAAバッテリーで動作し、内蔵メモリは16MBで2GBのSDカードに保存することが出来る。視野角170度のウルトラワイドレンズを使う初のGoPro HEROカメラである。ハウジングは深さ100 ft/30mに耐えることができる。サイズは2.6" x 1.75" x 1.25" (66.04 x 44.45 x 31.75mm)。新しい方のHD HEROに対応したハウジングを使用できないものの、標準的なスクリューマウントを使用することは出来る。

### Digital HERO 3
2007年発売。300万画素で解像度512×384でのビデオ撮影に対応。深さ30m (98.4 feet)に耐えられるようになった。

### GoPro HERO 35mm、オールシーズンスポーツカメラ
2005年4月13日発売の初代モデル。サイズは2.5インチ×3インチで重量は0.45ポンド。クイックリリースのできる透明ケースにカメラストラップ、スキーグローブアダプタラッシュが付属している。さらに「オン・ザ・フライ」旋回があり水深15フィートまで使用可能だった。「再利用可能な手首装着カメラ」と称され、コダック400フィルムの24枚撮りが内蔵されていた。

## マウントシステム
GoProのマウントシステムは頑丈なプラスチック部品を中心にコームジョイントやナットとボルトで接合している。

### ハンドルバー・シートポスト・マウント
マウンテンバイク用にデザインされた。直径0.75"から1.4"まで(1.9cm – 3.5cm)の円形管に取り付けることができ、マウント時に長さを柔軟に調節できる90度のアームがある。

### ロールバー・マウント
ハンドルバー・シートポスト・マウントと同じだが、1.4″から2.5″まで(3.5cm – 6.35cm)の円形管に締め付けることができ、ほとんどのスポーツカーのロールバーで使用出来る。

### チェストマウントハーネス（チェスティ）
GoProが製作した最大のマウントで人間の体にフィットし目の視界で撮影できるように設計されており、犬など他の動物にGoProを取り付けることも出来る。部品はプラスチックとゴム。